# Costa de Marfil en los Juegos Olímpicos de Pekín 2008
Costa de Marfil estuvo representada en los Juegos Olímpicos de Pekín 2008 por un total de 21 deportistas, 19 hombres y 2 mujeres, que compitieron en 5 deportes.
La portadora de la bandera en la ceremonia de apertura fue la atleta Amandine Allou Affoué. El equipo olímpico marfileño no obtuvo ninguna medalla en estos Juegos.